# 채 대후
채 대후(蔡戴侯, ? ~ 기원전 760년)는 중국 동주 시대의 인물로, 제10대 채후이다. 휘는 미상이다.
제9대 채후 채 공후의 아들로, 공후 2년(기원전 760년)에 아버지가 죽자 그 뒤를 이었다. 재위 10년 만에 죽어 아들 선후 조보가 뒤를 이었다.